# Fernando Pereira de Freitas
Fernando Pereira de Freitas, detto Fernando Brobró (Niterói, 18 luglio 1934 – Niterói, 10 febbraio 2006), è stato un cestista brasiliano.

## Carriera
Con il Brasile ha disputato i Campionati mondiali del 1959 e i Giochi olimpici di Roma 1960.